# Generalpolkovnik (SFRJ)

Generalpolkovnik (srbohrvaško: General-pukovnik) je bil generalski vojaški čin Jugoslovanske ljudske armade, ki je bil v uporabi v Kopenski vojski in Jugoslovanskem vojnem letalstvu.
V Jugoslovanski vojni mornarici mu je ustrezal čin admirala, v trenutni Natovi shemi činov (STANAG 2116) ustreza razredu OF-9 in v Slovenski vojski mu ustreza čin generala.